# Crazy in the Night
Crazy in the Night è un EP dei Malice, pubblicato nel 1989 per la Metal Blade Records.

## Tracce
1. Captive of Light – 3:25
2. Vice Versa – 4:19
3. Crazy in the Night – 4:30
4. Death or Glory – 3:55

## Formazione
- Mark Weitz - voce
- Paul Sabu - voce
- Jay Reynolds - chitarra, voce
- Mick Zane - chitarra, voce
- Mark Behn - basso, voce
- Cliff Carothers - batteria